# Cuphea fuchsiifolia
Cuphea fuchsiifolia är en fackelblomsväxtart som beskrevs av St.-hil.. Cuphea fuchsiifolia ingår i släktet blossblommor, och familjen fackelblomsväxter. Inga underarter finns listade i Catalogue of Life.